# 戸田誠二
戸田 誠二（とだ せいじ、1969年7月17日 - ）は、日本の漫画家。千葉工業大学卒。

## 経歴
1999年12月23日より作者サイト「COMPLEX POOL」においてWebコミックを掲載しはじめる。最初の単行本は宙出版から、ホームページに掲載していたものを加筆・修正し描き下ろしを加えて2003年に刊行された。
「人生」というものが何であるかを人間の愛憎や美醜をもって掌編または短編で描く。その舞台はごく普通の日常はもちろんのこと、新たな科学技術の生まれた近未来、あるいは古代や中世の外国であったりと多岐にわたり、またそれらはSFやホラー、ラブストーリーやコメディなど幅広いジャンルで表現されている。

## 作品リスト
刊行順。
- 生きるススメ（2003年12月初版発行、宙出版） - ISBN 4-7767-9010-6
- しあわせ（2004年6月初版発行、宙出版） - ISBN 4-7767-9027-0
- ストーリー（2004年12月初版発行、宙出版） - ISBN 4-7767-9118-8
- 唄う骨（2005年8月初版発行、ぶんか社） - ISBN 4-8211-8174-6
- 化けの皮（2005年8月初版発行、ぶんか社） - ISBN 4-8211-8175-4
- 説得ゲーム（2006年7月初版発行、宙出版） - ISBN 4-7767-9272-9
- 美咲ヶ丘ite1（2008年2月初版発行、小学館IKKI COMIX） - ISBN 978-4-09-188407-7
  - 美咲ヶ丘ite2（2010年1月初版発行、小学館IKKI COMIX） - ISBN 978-4-09-188496-1
- スキエンティア Scientia（2010年2月3日初版発行、小学館ビッグスピリッツコミックススペシャル） - ISBN 978-4-09-183106-4
- WOMAN（2010年7月発行、宙出版）
- グリム奇譚（2012年3月発行、ぶんか社）
- 音楽と漫画と人（2012年3月発行、宙出版）
- 東京メイト（2012年3月21日初版発行、竹書房バンブーコミックス） - ISBN 978-4-8124-7748-9
- 女郎ぐも  日本ふしぎ草子（2014年4月発行、ぶんか社）
- egg star（2018年6月発行、宙出版）
- 憑依師（2018年6月発行、集英社）
- WOMAN　新装版 (2018年発行、宙出版）
- 日々草（電子版：2024年発行、クロスフォリオ出版・紙版：2025年7月発行、風濤社）

その他、漫画・文芸を問わず種々の雑誌に多数の短編が掲載されている。また「ボディレンタル」（小学館『週刊ビッグコミックスピリッツ』掲載の「スキエンティア」第1話）はフジテレビ「世にも奇妙な物語」にてドラマ化された。